# John Stollmeyer
John Stollmeyer (Pittsburgh, Pensilvania, 25 de octubre de 1962) es un exfutbolista estadounidense.
Su trayectoria fue corta, ya que jugó en tres equipos en la Major Indoor Soccer League y en la American Soccer League. Disputó solamente 31 partidos con la selección estadounidense. Además, participó en la Copa Mundial de Italia de 1990 y los juegos olímpicos de Seúl de 1988. 

## Trayectoria
| Club                     | País           | Año       |
| ------------------------ | -------------- | --------- |
| Cleveland Force (indoor) | Estados Unidos | 1986-1988 |
| Arizona Condors          | Estados Unidos | 1989-1990 |
| Washington Stars         | Estados Unidos | 1990      |